# Wojna z Nlaka’pamux
Wojna z Nlaka’pamux (zwana też wojną w Kanionie rzeki Fraser)  miała miejsce w 1858 r.  Była konfliktem mającym miejsce w trakcie gorączki złota pomiędzy białymi a Indianami z plemienia Nlaka’pamux na terenie  Kolumbii Brytyjskiej.
Jednym z powodów konfliktu był gwałt na młodej Indiance popełniony przez kilku francuskich poszukiwaczy złota. Czyn ten wywołał chęć odwetu ze strony grupy wojowników Nlaka’pamux. Sprawców dopadnięto w rejonie Kanaka Bar, a ich pozbawione głów ciała wrzucono do rzeki Fraser. Niesione prądem rzeki zaalarmowały wkrótce jedną z grup poszukiwaczy złota znajdujących się przy brzegu w okolicy wioski Yale. W wywniku paniki, wielu białych uciekło na południe w relatywnie bezpieczne rejony Spuzzum.   
Z pomocą poszukiwaczom złota przybyły wkrótce cywilne grupy militarne wywodzące się w różnych krajów. Jedną z nich była „Austrian Company“ na czele której stał John Centras. W skład tej grupy wchodzili francuscy i niemieccy żołnierze, walczący wcześniej u boku Williama Walkera w Nikaragui. Prócz nich przybyło wielu żądnych złota Amerykanów. Grupa o nazwie „Whatcom Company“ pod przywództwem kapitana Grahama składała się wyłącznie z mieszkańców południowych stanów. Największą grupą była kompania „New Xork Pike Guards“ kapitana Snydera, zainteresowanego nawiązaniem kontaktów z przyjaznymi  plemionami Indian w Kanionie rzeki Fraser. 
Po opuszczeniu rejonu Yale, kompanie skierowały się w kierunku Spuzzum, gdzie znajdował się obóz dla 3000 białych, którzy uciekli przed pogromami Indian. Grupy Snydera oraz Certrasa po przekroczeniu rzeki, skierowały się ku ziemiom  Nlaka’pamux. Do Camchin, gdzie przebywali Indianie Nlaka’pamux wysłano wiadomość o pokojowych zamiarach białych. Równocześnie wysłany na zachodni brzeg rzeki Fraser oddział zniszczył opuszczony indiański obóz z żywnością. Ofiarami tragicznej pomyłki stali się członkowie Whatcom Company. Podczas nocnego marszu, zostali oni omyłkowo ostrzelani z drugiej strony rzeki. Z całej grupy ocalało zaledwie kilku ludzi. 
Tymczasem w Camchin doszło do spotkania przywódców Nlaka’pamux ze sprzymierzonymi wodzami plemion Secwepemc i Okanagan. Ci pierwsi optowali za atakiem na białych, innego zdania był jeden z przywódców Camchin - Cxpentlum, który z uwagi na dobre stosunki z kolonistami był zwolennikiem pokoju. 
W trakcie obrad wodzów indiańskich, kompanie Centrasa i Snydera wkroczyły do miasta. Obaj dowódcy zgodnie z prawem indiańskim otrzymali prawo zabrania głosu - komunikowali się prawdopodobnie przez tłumacza - oświadczając zgromadzonym, że w przypadku kontynuacji wojny, nadciągną tysiące białych, którzy siłą zmuszą Indian do opuszczenia ich domów. Przemowa białych przyniosła skutek, Indianie zgodzili się na zawarcie pokoju. Z pewnością zrobili to po tym, gdy została im pokazana nowoczesna broń białych- sami posiadali bowiem przestarzałe muszkiety i karabiny. Tego samego dnia podpisano 6 dokumentów, (nazwanych później Traktatami Snydera), regulującymi życie Indian i białych w Kanionie rzeki Fraser oraz umożliwiającymi pracę białym poszukiwaczom złota. Nie ma dokładnych danych na temat ofiar wojny z Nlaka’pamux. Według różnych źródeł w jej rezultacie śmierć ponieść miało od kilkudziesięciu do kilkuset a nawet ponad tysiąc białych.